# عملیات کورتاژ
عملیات کورتاژ، در ۲۱ مارس ۱۹۴۵، یک حمله هوایی بریتانیا به کپنهاگ، دانمارک در طول جنگ جهانی دوم بود که منجر به کشته شدن ۱۴۵ غیرنظامی شد. هدف این حمله، شلهوس، مقر گشتاپو در مرکز شهر بود. از آن برای نگهداری پرونده‌ها و شکنجه شهروندان دانمارکی در بازجویی‌ها استفاده می‌شد. مقاومت دانمارک مدت‌هاست که از بریتانیا خواسته بود تا به این سایت حمله کند. ساختمان ویران شد، ۱۸ زندانی آزاد شدند و فعالیت‌های ضد مقاومت نازی‌ها مختل شد. بخشی از حمله به اشتباه علیه مدرسه ای در همان نزدیکی انجام شد. این حمله باعث کشته شدن ۱۲۵ غیرنظامی (شامل ۸۷ دانش آموز و ۱۸ بزرگسال در مدرسه) شد. حمله هوایی آرهوس حمله مشابهی به مقر گشتاپو در آرهوس در ۳۱ اکتبر ۱۹۴۴ بود که موفق شد.

## نگارخانه

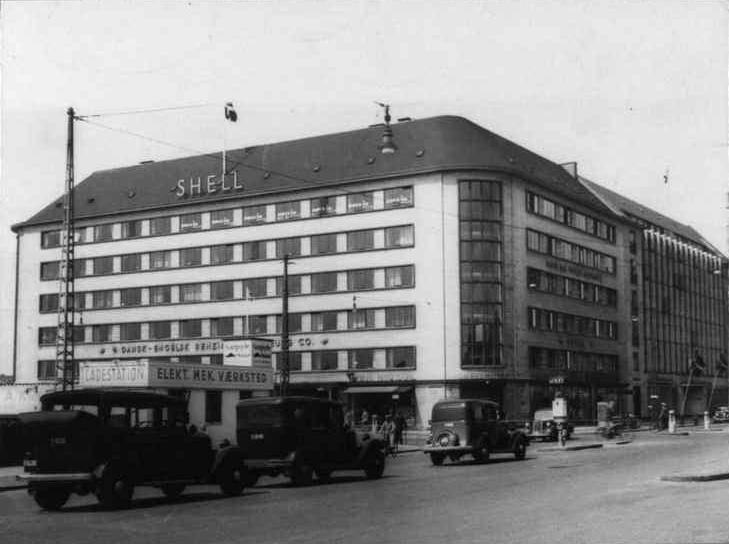
Shellhus before the bombing. At the time of the bombing it was painted in camouflage colours
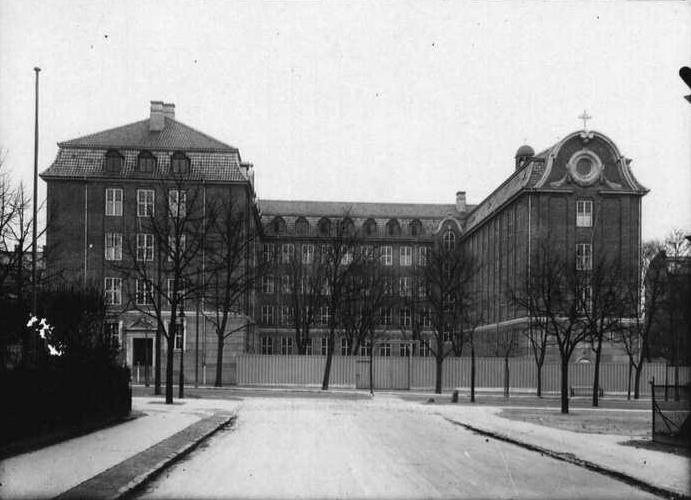
Institut Jeanne d'Arc, a کلیسای کاتولیک girl school in Frederiksberg Allé, فردریکسبر،  Copenhagen. Established in 1924, bombed by the RAF
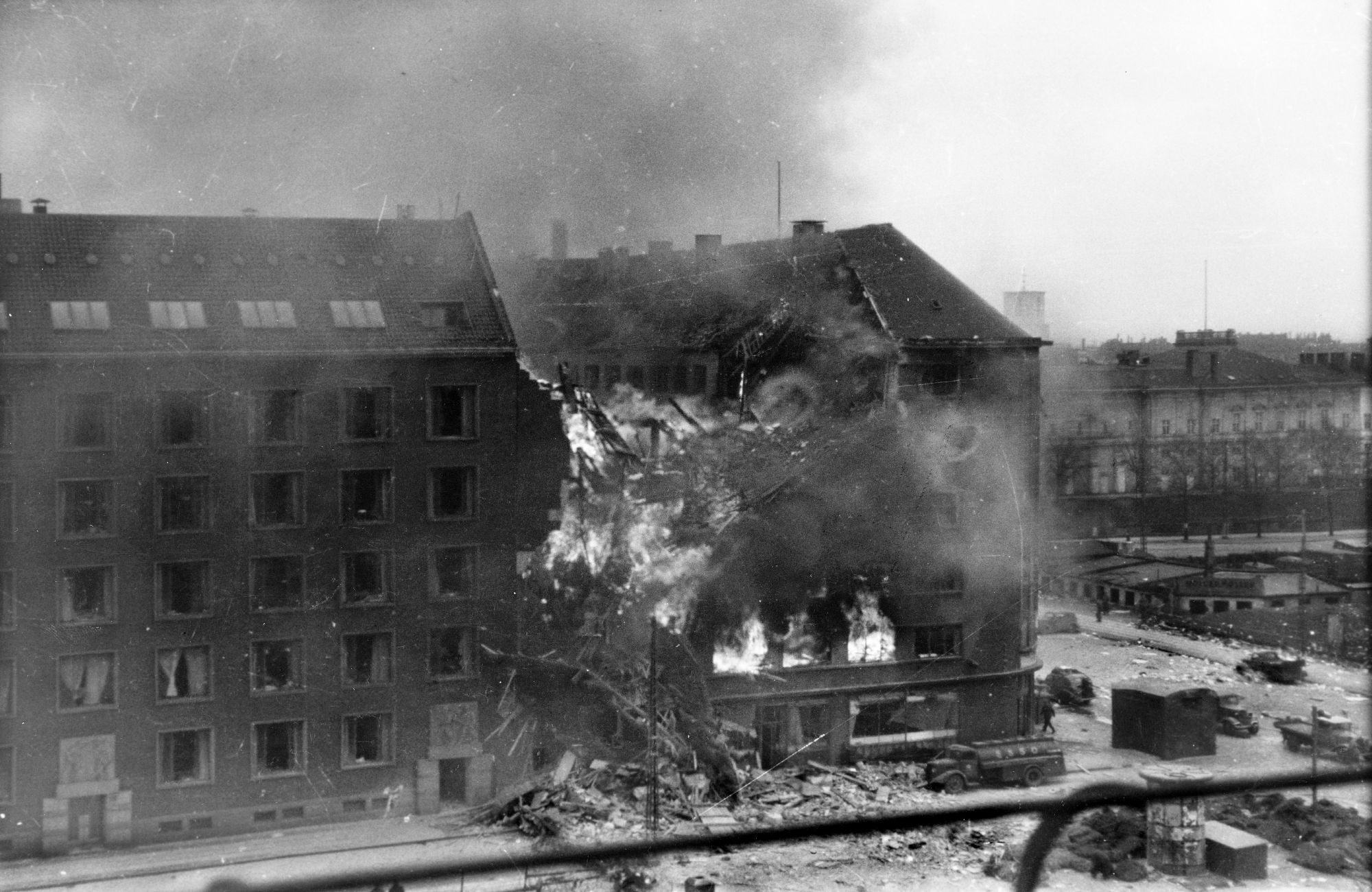
Shellhus burning after the bombing raid
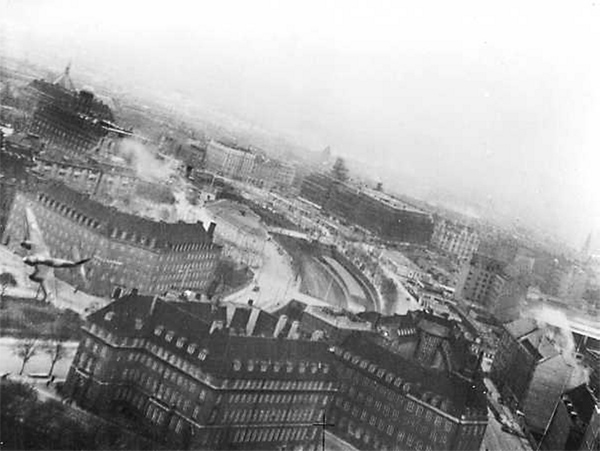
The گشتاپو headquarters in the Shellhus, Copenhagen, in March 1945 during Operation Carthage. A دی هاویلند موسکیتو pulling away from its bombing run is visible on the extreme left, centre
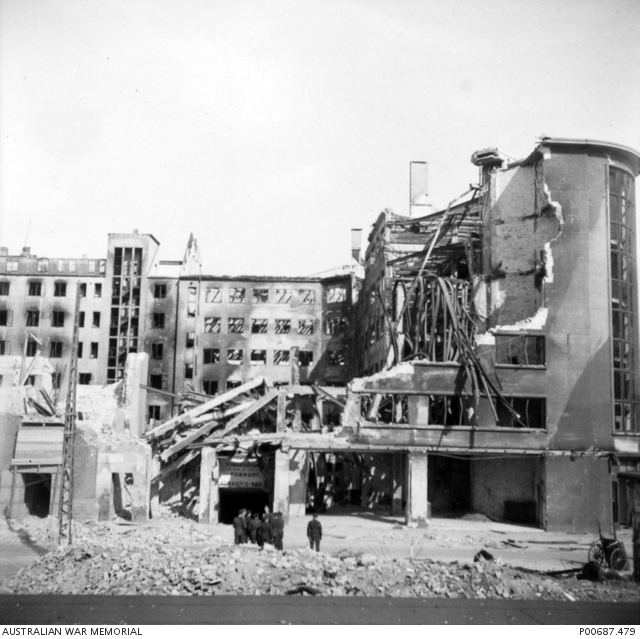
Aftermath: ruins of the Shellhus
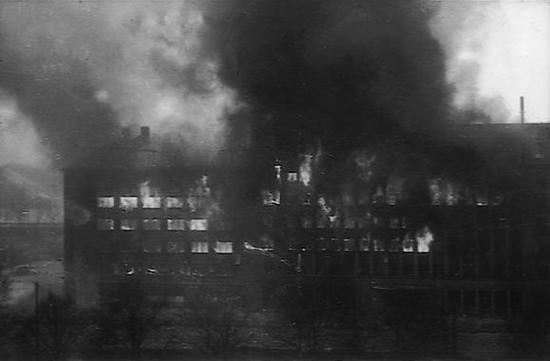
Shellhus ablaze shortly after the attack. Most of the building was destroyed, and the building was unusable after the street corner collapsed.